# Sculptură în arhitectură

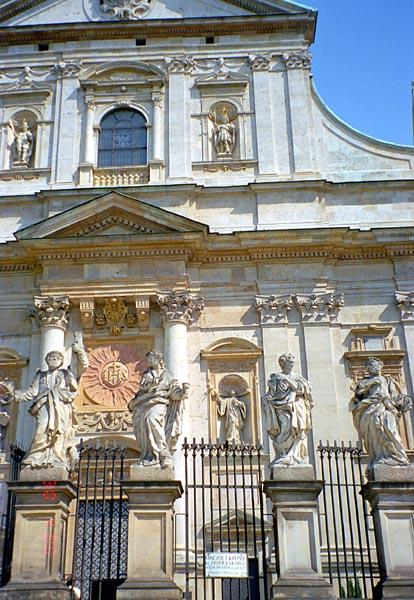
Sculpturi arhitecturale, Biserica Sfinţilor Petru şi Pavel, Cracovia, Polonia

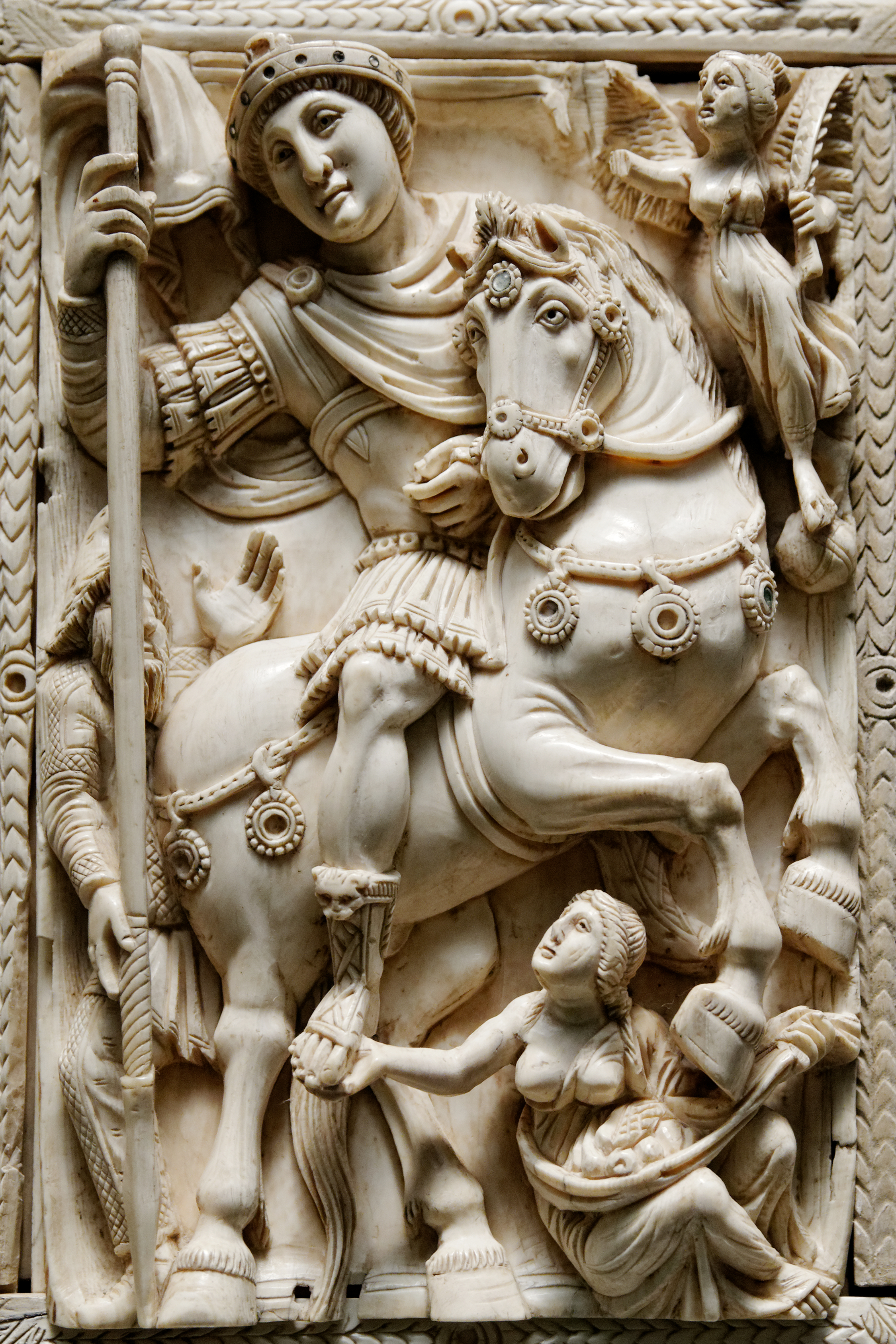
Anastasius ori Justinian în triumf, detaliu dintr-un panel sculptat în fildeş, secolul al 6-lea, Muzeul Luvru

Sculptura în arhitectură sau sculptura arhitecturală este caracterizarea generală utilizată pentru a descrie diferite piese de sculptură care sunt folosite pentru decorarea și îmbogățirea aspectului clădirilor și structurilor.  Termenul se referă atât la piesele de sculptură care sunt atașate unei clădiri, fiind parte integrantă a fațadei sau a interioarelor cât și la piesele de sculptură considerate independente care sunt parte a designului arhitecților, sau care au fost adăugate ulterior fără a compromite conceptul unitar inițial. 
De la primele sculpturi, care au fost efectuate prin transformarea fizică a unor bucăți de materiale naturale cu forme întâmplătoare inspirante și până la clădirile moderne care conțin nu numai elemente de design și arhitectură, dar și piese de sculptură integrate, mobilier sculptat sau sculpturi independente este un drum lung care trece prin toate civilizațiile planetei nostre. 

## Origini
Sculptura este, desigur mai veche decât arhitectura, așa cum o înțelegem astăzi, deci folosirea sa pentru a îmbogății compozițional, artistic sau ideatic o clădire sau o structură se poate considera că se confundă cu istoria arhitecturii însăși.

## Câțiva sculptori de arhitectură
- Karl Bitter
- Caspar Buberl
- Rene Paul Chambellan
- Corrado Parducci
- C. Paul Jennewein
- Lee Lawrie
- Adolph Alexander Weinman